# Antoine Ferrand de Monthelon
Pour les articles homonymes, voir Ferrand et Monthelon.
Antoine Ferrand de Monthelon (11 avril 1686 à Paris en France - 20 mars 1752 à Paris en France) est le créateur de l'école de dessins de Reims et par son legs du Musée des beaux-arts de Reims.

## Créateur de l'école de dessins de Reims
Antoine Ferrand de Monthelon, fils et élève de Jacques-Philippe Ferrand, peintre-émailleur du roi, appartenait à l’Académie royale de peinture et de sculpture de Paris, lorsqu’il fut nommé professeur de dessin à Reims en 1748. Il fut chargé d’organiser la nouvelle école de dessins qui fut ouverte la même année.

## Son legs
Monthelon légua à la Ville de Reims une collection de plus de 3.000 dessins et de nombreux tableaux qui constitua les premiers éléments du Musée des beaux-arts de Reims. Cette collection avait été réunie surtout par son père, peintre sur émail, au cours de voyages en Allemagne et en Italie ; Antoine avait ajouté à cette récolte. La collection de dessins comportait plus de 8000 feuilles, dont une admirable série d'études de portraits par Lucas Cranach l'Ancien, et un Barthel Bruyn.